# Жозе Инасиу Боржес
Жозе Инасиу Боржес (порт. José Inácio Borges; около 1770, Ресифи — 6 декабря 1838, там же, Бразильская империя) — бразильский политический, государственный и военный деятель, сенатор империи, Министр иностранных дел Бразилии (1830), фельдмаршал.

## Биография
Начал карьеру, вступив в военную службу, вышел в отставку в звании фельдмаршала.
Занимал ряд ответственных государственных должностей. Работал в 1816—1817 годах губернатором штата Риу-Гранди-ду-Норти, в 1817—1819 годах — губернатором штата Алагоас, с 1831 года министром финансов Империи,  министром иностранных дел (1836), был сенатором Бразильской империи (1826—1838). Был членом императорского совета.
Занял пост министра финансов, когда экономическое и финансовое положение страны было удручающим. Предложил парламенту приостановить обслуживание внешнего долга на пять лет, но тот отказался. Во время его правления были отменены законы, запрещавшие вывоз медной валюты из Рио-де-Жанейро.